# Гивишвили, Татьяна Степановна
Татьяна Степановна Гивишвили — грузинский и советский педагог, учёный в области экономической, социальной и политической географии, кандидат географических наук (1973), профессор

## Биография
Татьяна Степановна родилась 17 апреля 1940 года в городе Ленинград. В 1964 окончила Тбилисский педагогический институт им. А. С. Пушкина, после окончания на преподавательской работе в средней школе № 64 г. Тбилиси. 
С 1969 г преподаватель кафедры географии педагогического института им. А. С. Пушкина, с 1984 по 2005 (вплоть до реорганизации) декан факультета Естествознания Тбилисского педагогического университета им. С. С. Орбелиани. Преподавала экономическую географию СССР, экономическую, социальную и политическую географию зарубежных стран. Автор десятков научных работ по актуальным проблемам экономической географии.